# Petřkovice (Ostrava)

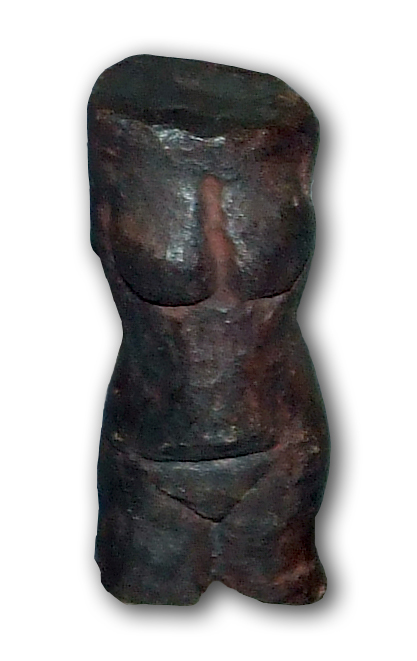
Petřkovická venuše

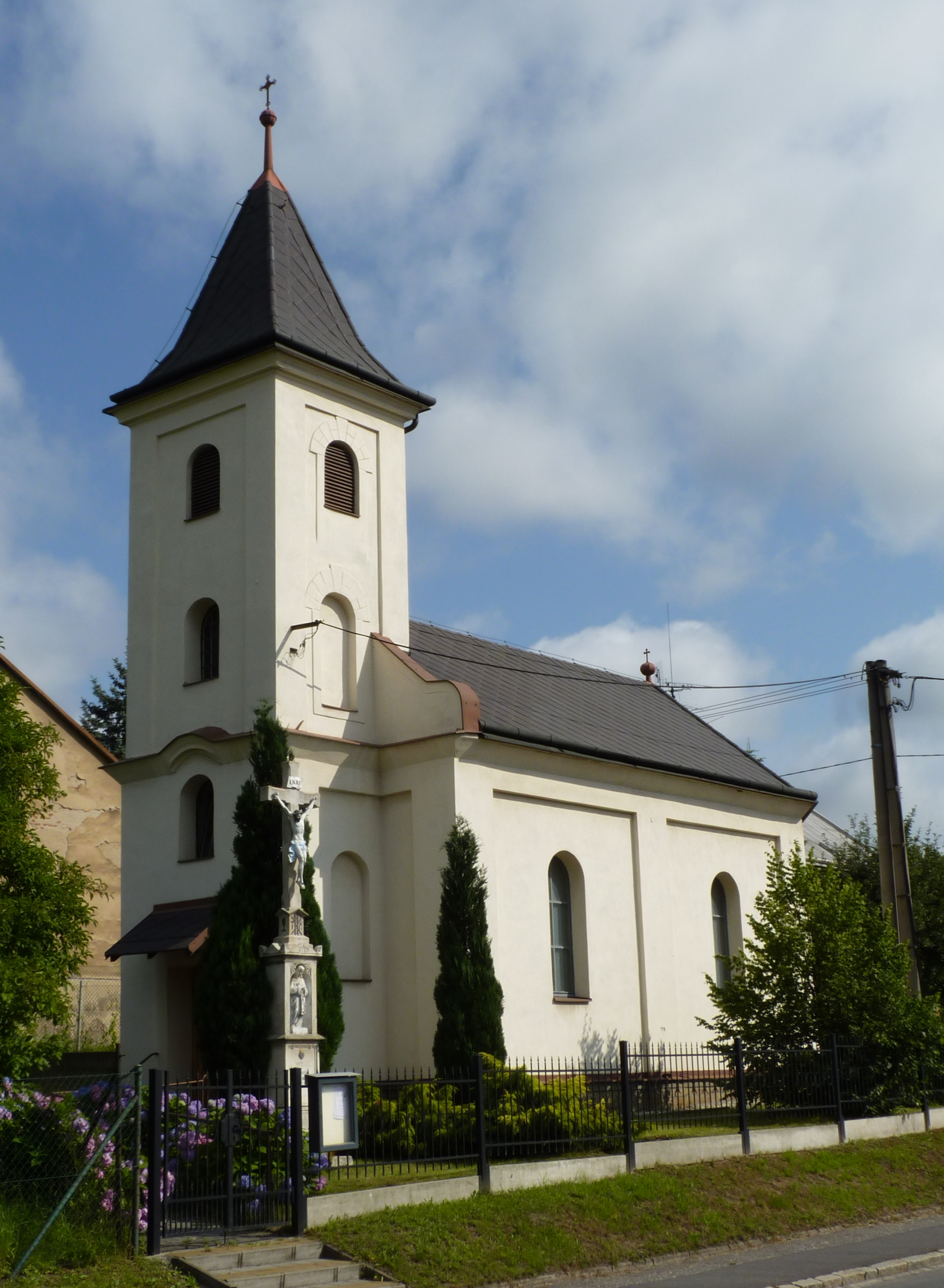
Kostel v Ostravě-Petřkovicích

Petřkovice  (německy Petershofen, do roku 1907 Petrzkowitz; polsky Pietrzkowice) jsou bývalá obec, od 24. dubna 1976 součást města Ostravy, od 24. listopadu 1990 městský obvod statutárního města Ostravy, na jehož severním okraji leží. Na jihovýchodě obvodu teče směrem na sever řeka Odra. Nad jejím soutokem s Ostravicí se vypíná vrch Landek, nejvýznamnější archeologické naleziště (Landecká venuše) na Ostravsku.

## Historie
Do prvního slovanské osídlení se územím Petřkovic pohybovalo mnoho kmenů a národů. Pod kopcem Landekem se vytvořily obchodní stezky. Jedna vedla od západu podél řeky Opavy a navazovala na druhou významnější starověkou „magistrálu“, tzv. Jantarovou stezku. V 6. stol. začaly na toto území proudit první slovanské kmeny, které na vrchu Landek postavily opevněné hradisko. Později bylo hradiště nahrazeno kamenným pohraničním hradem (první písemná zmínka o hradu pochází ze srpna 1297 z doby vlády českého krále Václava II.).
První písemná zmínka o Petřkovicích je z roku 1377 v listině o dělení dědictví opavského knížectví mezi čtyři syny knížete Mikuláše II. V roce 1518 se staly součástí hlučínského panství, když je jejich majitel, těšínský kníže Kazimír, prodal Bernardu ze Zvole.
V průběhu následujících desetiletí často střídaly své pány až do roku 1492, kdy český král Vladislav II. Jagelonský přidělil hlučínské panství a Petřkovice s hradem Landekem těšínskému knížeti Kazimírovi. Do této doby byly Petřkovice rytířským statkem. Po další staletí se stanou nedílnou součástí Hlučínska.
Za třicetileté války vtrhli do vsi Dánové a poté Švédové, kteří obyvatelstvo zdecimovali na polovinu. Do 18. století pak patřila obec k České koruně resp. k Rakousku. Po prohrané prusko-rakouské válce patřily spolu s celým územím Hlučínska k Prusku, později Německu, a to až do 4. února 1920, kdy se toto území stalo součástí Československé republiky. Mnichovským diktátem byly Petřkovice jako součást Hlučínska od 2. října 1938 znovu přičleněny k Německé říši jako její integrální součást (tzv. „Altreich“).
Petřkovice byly odjakživa zemědělskou obcí. Zvrat nastal v roce 1780 nálezem černého uhlí na úpatí Landeku. To bylo v roce 1782 těženo ve čtyřech slojích, přičemž v roce 1803 došlo k otevření dalších čtyř. V roce 1830 zahájilo olomoucké arcibiskupství těžbu na nové jámě Ferdinandovo štěstí (pozdější Důl Anselm). Arcibiskupství si tak chtělo zajistit suroviny pro své železárny ve Vítkovicích, které jako první v rakousko-uherské monarchii začaly jako palivo místo dřeva používat koks. Původní těžba uhlí byla značně primitivní. To se změnilo v okamžiku, kdy doly koupil roku 1843 rakouský bankéř a podnikatel Salomon Mayer Rothschild, který těžbu zintenzivnil.
Nejprve zajišťoval spojení s Přívozem převozník. Dřevěný most přes Odru byl postaven v roce 1880 a roku 1929 byl nahrazen mostem ocelovým. 15. června 1925 byl zahájen provoz na prodloužení železniční trati Opava – Hlučín do Petřkovic. Tato trať byla rozestavěna před rokem 1920 (rok připojení Hlučínska k Československu) a československý stát ji dokončil přes nevhodnost trasování až do stanice Petřkovice. Prodloužení trati do Annabergu (Ruderswaldu), dnes polských Chałupek, nebylo dokončeno. Doprava tedy byla provozována do Petřkovic, ale na konci druhé světové války byl ustupující německou armádou vyhozen do povětří ocelový most přes údolí Petřkovic. Po válce již nebyl obnoven a doprava byla provozována jen do zastávky Petřkovice doly. V roce 1950 pak došlo k výstavbě tramvajové trati propojující Ostravu-Přívoz s Hlučínem přes Petřkovice. Provoz na této trati skončil v roce 1982. Celá trať byla následně zrušena a koleje vytrhány. V tělese dráhy byl poté postaven průtah silnice I/56.
Díky aktivitám Rotschildů byla v květnu 1908 dokončena stavba hornické léčebny (později nemocnice) s 60 lůžky v hlavní budově. Vedlejší budova pak sloužila jako izolace pro infekční choroby, další budovy obsahovaly správu nemocnice a márnici. Ve své době šlo o moderní zdravotnické zařízení pro horníky z nedalekého dolu Anselm, ale vzhledem ke svému umístění ji využívali i obyvatelé Petřkovic a okolních obcí. Svou funkci hornické léčebny přestala plnit v roce 1993, kdy se zavřel důl Anselm a nakonec byla v roce 1996 nemocnice s 120 lůžky a 62 zaměstnanci zrušena.  V roce 2007 byly všechny objekty zbourány a na místě vznikl developerský projekt bytového domu.
První světová válka připravila Petřkovice o 71 mužů v řadách německé armády. V roce 1920 pak byly Petřkovice připojeny k Československé republice.

## Pamětihodnosti
Významná místa tohoto obvodu tvoří Hornické muzeum, hornická nemocnice z roku 1908 (zbořena v roce 2007), nejstarší hornická, popř. dělnická kolonie na Ostravsku (zvaná Mexiko) z roku 1899 a budova staré školy v novogotickém stylu.

## Symboly
Znak a prapor byly uděleny usnesením Rady města Ostravy číslo 3581/90 ze 4. 10. 1994.
Znak
Polcený štít; v pravém zlatém poli vyniká půl slezské orlice, levá polovina zeleno-stříbrně dělena, nahoře zkřížená stříbrná hornická kladívka, dole modré vlnité břevno.
Prapor
Avers opakuje znak, revers tvoří tři vodorovné pruhy, černý, žlutý a zelený.
Pečeť
Na nejstarší dochované pečeti z roku 1722 je zachycen doprava ujíždějící jezdec na koni.

## Doprava
Po zániku tramvajové trati do Hlučína přebrala významnou úlohu autobusová doprava. Přes toto území vedou trasy těchto linek:
- 34 Křižíkova – Hlučín aut. nádr.
- 52 Křižíkova – Paseky
- 56 Křižíkova – Darkovičky
- 66 Křižíkova – Nádraží Hlučín
- 67 Křižíkova – Vrablovec transformátor – Hlučín aut. nádr.
- 68 Křižíkova – Markvartovice – Šilheřovice, Paseky
- 281 Ostrava, Muglinovská – Třebom, nám.
- 282 Ostrava, Muglinovská – Bohuslavice, rest. Jednota – Strahovice, kaple
- 283 Ostrava, Muglinovská – Štěpánkovice, Svoboda
- 290 Ostrava, Muglinovská – Hať, točna
- 292 Ostrava, Muglinovská – Vřesina, rest. – Strahovice, kaple

## Slavní rodáci
Mezi známé rodáky patří např. mistryně republiky v gymnastice Adolfína Tačová či zpěvačka Hana Zagorová.